# Sandra 't Hart
Sandra 't Hart (Aalsmeer, 30 augustus 1974) is een Nederlandse oud-langebaanschaatsster en huidig marathonschaatsster namens MKBasics.nl.
't Hart was eenmaal Nederlands Allround kampioen in 1999 dat gehouden werd in Den Haag. In 2002 won zij de Kraantje Lek Trofee in Haarlem. Tegenwoordig rijdt ze marathonwedstrijden, is ze actief op de mountainbike in het Feenstra Bike team en organiseert ze sportieve reizen.
Op 10 februari 2010 eindigde 't Hart tijdens het NK marathonschaatsen op natuurijs als achtste.

## Resultaten
| jaar | NK Allround | NK Sprint | NK Afstanden                            |
| ---- | ----------- | --------- | --------------------------------------- |
| 1993 | 10e         |           | 7e 1000m 8e 1500m 7e 3000m              |
| 1994 | 5e          |           | 7e 1500m 7e 3000m 5e 5000m              |
| 1995 | 5e          |           | 4e 1500m 6e 3000m 9e5000m               |
| 1996 |             |           | 1500m · 3000m · 5000m                   |
| 1997 | 6e          |           | 12e 1500m                               |
| 1998 | 15e         |           | 4e 1500m 6e 3000m 4e 5000m              |
| 1999 | Goud        |           | 8e 1000m 10e 1500m 12e 3000m            |
| 2000 | 10e         |           | 1000m · 1500m · 6e 3000m · 6e 5000m     |
| 2001 | 7e          |           | 9e 1000m 8e 1500m                       |
| 2002 | Brons       | 6e        | 10e 500m 7e 1000m 6e 1500m              |
| 2003 | 4e          | 8e        | 8e 1000m 7e 1500m 9e 3000m              |
| 2004 | 8e          | 7e        | 7e 1000m 5e 1500m 6e 3000m 5e 5000m     |
| 2005 | 9e          |           | 9e 1500m 7e 3000m 7e 5000m              |
| 2006 | 5e          |           | 14e 1000m 10e 1500m 13e 3000m 12e 5000m |

### Medaillespiegel
| Kampioenschap | Goud · | Zilver · | Brons · |
| ------------- | ------ | -------- | ------- |
| NK Allround   | 1      | 0        | 1       |
| NK sprint     | 0      | 0        | 0       |
| NK Afstanden  | 0      | 1        | 4       |